# Campellolebias
Campellolebias is een geslacht van straalvinnige vissen uit de familie van de killivisjes (Rivulidae).

## Soorten
- Campellolebias brucei Vaz-Ferreira & Sierra de Soriano, 1974
- Campellolebias chrysolineatus Costa, Lacerda & Brasil, 1989
- Campellolebias dorsimaculatus Costa, Lacerda & Brasil, 1989
- Campellolebias intermedius Costa & De Luca, 2006